# 彦根市立城北小学校
彦根市立城北小学校（ひこねしりつ じょうほくしょうがっこう）は、滋賀県彦根市にある公立小学校。文字通り彦根城の北側に位置する。

## 沿革
- 1892年（明治25年）
  - 7月1日 - 彦根小学校から分離し、松原寺を借用して犬上郡千松尋常小学校が創立する。
  - 9月1日 - 現在の彦根市松原1丁目水主町に、民家を改造して、校舎を移転する。
- 1894年（明治27年）2月1日 - 2階建新校舎が竣工する。
- 1922年（大正11年）6月 - 現在の千松会館の場所に移転する。
- 1923年（大正12年）4月1日 - 犬上郡千松尋常高等小学校に改称する。
- 1928年（昭和3年）4月8日 - 小西うの氏教育基金寄付を受ける。
- 1936年（昭和11年） - 小西うの氏教育基金により講堂が竣工する。
- 1937年（昭和12年）2月11日 - 町村合併による市制実施により、彦根市千松尋常高等小学校と改称する。
- 1941年（昭和16年）4月1日 - 国民学校令により、彦根市千松国民学校に改称する。
- 1943年（昭和18年）4月1日  - 彦根市城北国民学校に改称する。
- 1947年（昭和22年）4月1日 - 学制改革により、彦根市立城北小学校に改称する。
- 1962年（昭和37年）7月1日 - 現在の校歌を制定する。
- 1977年（昭和52年） - 普通教室棟を建設する[1]。
- 1978年（昭和53年）
  - 4月1日 - 新校舎と体育館が竣工し、移転する。
  - 7月8日 - プールが完成する。
- 2002年（平成14年）7月6日 - 創立110周年記念式典を挙行する。
- 2017年（平成29年） - 音楽室棟を建設する[1]。

（注記なき出典：）

## 通学区域と進学先中学校
出典

### 通学区域
- 馬場1丁目（全域）
- 馬場2丁目（全域）
- 松原1丁目（全域）
- 松原2丁目（全域）
- 尾末町（3027番地のみ）
- 城町2丁目（375番地のみ）
- 松原町（全域）
- 古沢（601番1号、602番1号、604番2号、618番1号、618番3号、620番1号、621番1号、622番、623番 - 627番7号、630番3号、633番1号 - 638番4号、641番1号 - 699番5号、671番 - 691番1号、696番1号 - 701番、703番、710番 - 710番54号、711番、713番 - 718番2号、720番 - 720番21号、722番2号 - 733番35号、736番2号、738番2号 - 743番2号、745番1号 - 762番2号、763番1号 - 763番2号、763番4号 - 763番9号、764番1号、764番3号 - 764番5号、765番1号、765番4号 - 765番6号、766番1号、830番1号、831番、832番、842番 - 845番、849番2号、855番1号、859番1号、869番1号、870番 - 870番59号、873番 - 887番、900番、903番3号、907番 - 909番、912番1号、912番5号 - 912番9号、927番1号 - 927番4号、930番、932番 - 933番、934番1号 - 937番、939番、941番地 - 949番、951番2号 - 958番4号、960番 - 960番17号、965番、972番、974番1号 - 978番13号、1004番 - 1005番、1007番、1007番1号、1015番、1020番 - 1031番2号、1034番1号 - 1035号5号、1039番 - 1045番2号、1047番1号 - 1073番、1075番1号、1076番、1083番、1086番、1091番 - 1107番、1112番1号 - 1124番3号、1126番1号 - 1129番、1132番 - 1140番2号、1194番 - 1216番2号、1222番 - 224番、1233番、1234番1号 - 1247番2号。これは、近江鉄道敷から西、近江鉄道古沢踏切から西日本旅客鉄道敷までの道路・猿ケ瀬川から北の区域となる）

### 進学先中学校
- 彦根市立西中学校

## アクセス
- JR琵琶湖線（東海道本線）・近江鉄道本線（彦根・多賀大社線）彦根駅より湖国バス「近江高校前」停留所下車、徒歩約1分[4]。

## 周辺
- 彦根市立城北幼稚園 - 同一敷地内で、なおかつ進学前幼稚園のひとつ。
- 近江高等学校 - 敷地が隣接。
- 滋賀県営都市公園彦根総合スポーツ公園
  - 平和堂HATOスタジアム
  - HPLベースボールパーク
  - 管理棟
  - 平和堂げんきっこフィールド - 近江高校と敷地が隣接。
- 田宮こども診療所
- 彦根城
- 彦根市立金亀公園
  - 多目的競技場
- 彦根市立図書館
- この他、彦根グリーンハイツや彦根キャッスルハイツなどのマンション・アパートなども点在する。